# Jabrud
Jabrud (arab. يبرود) – miasto w Syrii, w muhafazie Damaszek. W 2004 roku liczyło 25 891 mieszkańców.